# Phoenicoprocta punicea
Phoenicoprocta punicea är en fjärilsart som beskrevs av Embrik Strand 1915. Phoenicoprocta punicea ingår i släktet Phoenicoprocta och familjen björnspinnare. Inga underarter finns listade i Catalogue of Life.